# Sydney Cozens
Sydney Turner Cozens (Mánchester, 17 de julio de 1908-Nuevo Brunswick, Canadá, 5 de febrero de 1985) fue un deportista británico que compitió en ciclismo en la modalidad de pista. Ganó dos medallas de plata en el Campeonato Mundial de Ciclismo en Pista, en los años 1929 y 1930.

## Medallero internacional
| Campeonato Mundial | Campeonato Mundial | Campeonato Mundial | Campeonato Mundial       |
| Año                | Lugar              | Medalla            | Competición              |
| ------------------ | ------------------ | ------------------ | ------------------------ |
| 1929               | Zúrich (Suiza)     | Medalla de plata   | Velocidad individual (A) |
| 1930               | Bruselas (Bélgica) | Medalla de plata   | Velocidad individual (A) |